# Lewis Terman
Lewis Terman (1877-1956) va ser un psicòleg famós per les seves aportacions als tests que mesuren el quocient intel·lectual. Va experimentar els seus qüestionaris per seleccionar els soldats més hàbils a la Primera Guerra Mundial perquè entressin a servir com a oficials.
També va contribuir de manera decisiva a la implementació d'aquests tests a l'escola, un dels aspectes més controvertits de la seva tasca, ja que considerava que podien ser usats per predir la millor professió dels nens i així optimitzar recursos, una correlació que ha estat titllada de classista i determinista per estudis posteriors. Al final de la seva carrera va centrar-se en l'estudi de la superdotació.